# CGT48
CGT48(씨지티포티에이트)는 중화인민공화국의 청두 시를 중심으로 활동하는 여성 아이돌 그룹이다.

## 개요
SNH48의 자매 그룹의 하나이다. 「CGT」라는 이름은 청두 시의 대표 지역의 충칭(Cheng tu)에서 유래했다.
멤버중에는 년도가 표기가 안돼어 있는 멤버가 있다.

## 약력
2017년
- 9월 25일, 청두 소성국제문화창작실리콘밸리 홍보 및 칭양구 문화창작프로젝트 협약식에서 청두를 중심으로 연예활동을 하는 CGT48[1], 설립을 발표했으나 이후 관련 기획은 보류됐다.

2023년
- 2월 25일, "SNH48 그룹 제9회 리퀘스트 타임 BEST 50"에서 SNH48의 다섯 번째 공식 자매 그룹 CGT48의 결성과 CGT48 1기생 모집 활동을 시작했다고 밝혔다[2].

## 멤버

### 팀CⅡ
| 이름   | 한글 표기  | 병음 표기    | 생년월일               | 가입기     | 소속사                         | 비고     |
| ------ | ---------- | ------------ | ---------------------- | ---------- | ------------------------------ | -------- |
| 郭兆媛 | 궈쟈오위엔 | Guō Zhàoyuán | 2월 7일                | GNZ48 13기 | 청두 스바 문화 미디어 유한공사 |          |
| 何林燕 | 허린옌     | Hé Línyàn    | 10월 23일              | GNZ48 13기 | 청두 스바 문화 미디어 유한공사 |          |
| 黄逸   | 황이       | Huáng Yì     | 2000년 3월 23일(25세)  | SHY48 4기  | 청두 스바 문화 미디어 유한공사 |          |
| 黄艺暄 | 황이쉬엔   | Huáng Yìxuān | 2006년 9월 10일(18세)  | GNZ48 13기 | 청두 스바 문화 미디어 유한공사 | 최연소   |
| 马可悦 | 마커위에   | Mǎ Kěyuè     | 2000년 6월 29일(25세)  | GNZ48 13기 | 청두 스바 문화 미디어 유한공사 |          |
| 蒙晓丽 | 멍샤오리   | Méng Xiǎolì  | 2003년 2월 27일(22세)  | GNZ48 13기 | 청두 스바 문화 미디어 유한공사 |          |
| 秦露丹 | 친루단     | Qín Lùdān    | 2002년 7월 29일(23세)  | GNZ48 13기 | 청두 스바 문화 미디어 유한공사 |          |
| 邱刘佳 | 츄류지아   | Qiū Liújiā   | 2002년 12월 4일(22세)  | GNZ48 13기 | 청두 스바 문화 미디어 유한공사 |          |
| 宋筱璐 | 송샤오루   | Sòng Xiǎolù  | 2003년 8월 17일(21세)  | GNZ48 13기 | 청두 스바 문화 미디어 유한공사 |          |
| 申雨鑫 | 션위신     | Shēn Yǔxīn   | 2004년 1월 23일(21세)  | GNZ48 13기 | 청두 스바 문화 미디어 유한공사 |          |
| 谭思慧 | 탄스훼이   | Tán Sīhuì    | 2001년 11월 14일(23세) | GNZ48 13기 | 청두 스바 문화 미디어 유한공사 |          |
| 王永祺 | 왕용치     | Wáng Yǒngqí  | 2001년 7월 5일(24세)   | SHY48 4기  | 청두 스바 문화 미디어 유한공사 |          |
| 夏莹   | 샤잉       | Xià Yíng     | 2001년 5월 1일(24세)   | GNZ48 13기 | 청두 스바 문화 미디어 유한공사 |          |
| 许雅兰 | 쉬야란     | Xǔ Yǎlán     | 2000년 8월 22일(24세)  | GNZ48 13기 | 청두 스바 문화 미디어 유한공사 |          |
| 钟洁玟 | 쫑지에원   | Zhōng Jiéwén | 2003년 6월 5일(22세)   | GNZ48 13기 | 청두 스바 문화 미디어 유한공사 |          |
| 周是汝 | 죠우스루   | Zhōu Shìrǔ   | 1997년 8월 20일(27세)  | GNZ48 13기 | 청두 스바 문화 미디어 유한공사 | 최연장자 |
| 张芷欣 | 장즈신     | Zhāng Zhǐxīn | 2004년 10월 8일(20세)  | GNZ48 13기 | 청두 스바 문화 미디어 유한공사 |          |

### 팀GⅡ
| 이름   | 한글 표기  | 병음 표기    | 생년월일 | 가입기 | 소속사                         | 비고 |
| ------ | ---------- | ------------ | -------- | ------ | ------------------------------ | ---- |
| 程妤涵 | 청위한     | Chéng Yúhán  | 12월 4일 | 1기    | 청두 스바 문화 미디어 유한공사 |      |
| 何蔡娴 | 허차이시엔 | Hé Càixián   | 8월 19일 | 1기    | 청두 스바 문화 미디어 유한공사 |      |
| 何梦迪 | 허멍디     | Hé Mèngdí    | 6월 21일 | 1기    | 청두 스바 문화 미디어 유한공사 |      |
| 何渝欣 | 허위신     | Hé Yúxīn     | 9월 1일  | 1기    | 청두 스바 문화 미디어 유한공사 |      |
| 林海盈 | 린하이잉   | Lín Hǎiyíng  | 1월 15일 | 1기    | 청두 스바 문화 미디어 유한공사 |      |
| 雷相菊 | 레이시앙쥐 | Léi Xiāngjú  | 5월 8일  | 1기    | 청두 스바 문화 미디어 유한공사 |      |
| 雷薪梦 | 레이신멍   | Léi Xīnmèng  | 4월 16일 | 1기    | 청두 스바 문화 미디어 유한공사 |      |
| 齐灵泉 | 치링취엔   | Qí Língquán  | 8월 25일 | 1기    | 청두 스바 문화 미디어 유한공사 |      |
| 任烨彦 | 런예옌     | Rèn Yèyàn    | 2월 3일  | 1기    | 청두 스바 문화 미디어 유한공사 |      |
| 谭勇航 | 탄용한     | Tán Yǒngháng | 2월 12일 | 1기    | 청두 스바 문화 미디어 유한공사 |      |
| 王依   | 왕이       | Wáng Yī      | 1월 18일 | 1기    | 청두 스바 문화 미디어 유한공사 |      |
| 王艺霖 | 왕이린     | Wáng Yìlín   | 8월 3일  | 1기    | 청두 스바 문화 미디어 유한공사 |      |
| 徐钰涵 | 쉬위한     | Xú Yùhán     | 6월 14일 | 1기    | 청두 스바 문화 미디어 유한공사 |      |
| 袁艺洁 | 위엔이지에 | Yuán Yìjié   | 2월 1일  | 1기    | 청두 스바 문화 미디어 유한공사 |      |

### 예비생
| 이름   | 한글 표기 | 병음 표기   | 생년월일 | 가입기 | 소속사                         | 비고 |
| ------ | --------- | ----------- | -------- | ------ | ------------------------------ | ---- |
| 程宝玉 | 청바오위  | Chéng Bǎoyù | 5월 1일  | 1기    | 청두 스바 문화 미디어 유한공사 |      |
| 吴云   | 우윈      | Wú Yún      | 8월 22일 | 1기    | 청두 스바 문화 미디어 유한공사 |      |